# Syukuro Manabe
Syukuro "Suki" Manabe  (japanska: 真鍋 淑郎, Manabe Shukurō), född 21 september 1931 i prefekturen Ehime i Japan, är en japansk meteorolog och klimatforskare, som var tidig med att använda datorkraft för att simulera klimatförändringar.
Han disputerade 1958 vid Tokyos universitet och flyttade till USA för att fram till 1997 arbeta på  U.S. Weather Bureau, numera  NOAAs Geophysical Fluid Dynamics Laboratory, först i Washington D.C. och senare i Princeton. Mellan 1997 och 2001 var han chef för forskningsavdelningen för global uppvärmning på Frontier Research System for Global Change i Japan. Han återvände till USA 2002, som gästforskare vid Princeton University.
Syukuro Manabe fick Carl-Gustaf Rossby-medaljen 1992. Han fick Crafoordpriset tillsammans med Susan Solomon 2018 "för fundamentala bidrag till förståelsen av atmosfäriska spårgasers roll i jordens klimatsystem". Han tilldelades tillsammans med Klaus Hasselmann och Giorgio Parisi 2021 års nobelpris i fysik för sina bidrag till fysikaliska modeller av jordens klimat.